# Lagtävlingen i hoppning i ridsport vid olympiska sommarspelen 2016
Lagtävlingen i hoppning i ridsport vid olympiska sommarspelen 2016 var en av sex ridsportsgrenar som avgjordes under de olympiska sommarspelen 2016. Tävlingen avgjordes den 14-17 augusti.

## Medaljörer
| Event | Guld                                                           | Silver                                                  | Brons                                                                       |
| Lag   | Frankrike                                                      | USA                                                     | Tyskland                                                                    |
| Lag   | Philippe Rozier Kevin Staut Roger-Yves Bost Pénélope Leprevost | Kent Farrington Lucy Davis McLain Ward Elizabeth Madden | Christian Ahlmann Meredith Michaels-Beerbaum Daniel Deusser Ludger Beerbaum |

## Resultat
| Placering | Namn | Omgång 1     | Omgång 1 | Omgång 2     | Omgång 2 | Totalt lagstraff | Omhoppning   | Omhoppning | Omhoppning        | Omhoppning |
| Placering | Namn | Straff       | Straff   | Straff       | Straff   | Totalt lagstraff | Straff       | Straff     | Tid               | Tid        |
| Placering | Namn | Individuellt | Lag      | Individuellt | Lag      | Totalt lagstraff | Individuellt | Lag        | Individuellt      | Lag        |
| --------- | --- | ------------ | -------- | ------------ | -------- | ---------------- | ------------ | ---------- | ----------------- | ---------- |
| 1         | Frankrike Philippe Rozier Kevin Staut Roger-Yves Bost Pénélope Leprevost                                  | 4 0 1 0      | 1        | 1 0 1 NS     | 2        | 3                |              |            |                   |            |
| 2         | USA Kent Farrington Lucy Davis McLain Ward Elizabeth Madden                                               | 0 8          | 0        | 1 4 0 WD     | 5        | 5                |              |            |                   |            |
| 3         | Tyskland Daniel Deusser Meredith Michaels-Beerbaum Ludger Beerbaum Christian Ahlmann                      | 0 4          | 0        | 4 5 4 0      | 8        | 8                | 0 NS         | 0          | 42.68 55.35 44.58 |            |
| 4         | Kanada Yann Candele Tiffany Foster Amy Millar Eric Lamaze                                                 | 0 4 5 0      | 4        | 4 0 12 0     | 4        | 8                | 4 0 4 NS     | 8          | 44.24 44.81 43.06 |            |
| 5         | Brasilien Eduardo Menezes Stephan Barcha Álvaro de Miranda Neto Pedro Veniss                              | 0 DSQ 0      | 0        | 4 DSQ 4 5    | 13       | 13               |              |            |                   |            |
| 6         | Schweiz Janika Sprunger Romain Duguet Martin Fuchs Steve Guerdat                                          | 8 0 8        | 8        | 1 5 1        | 7        | 15               |              |            |                   |            |
| 7         | Sverige Malin Baryard-Johnsson Peder Fredricson Henrik von Eckermann Rolf-Göran Bengtsson                 | 4 0 4        | 8        | 17 1 8 1     | 10       | 18               |              |            |                   |            |
| 8         | Nederländerna Jeroen Dubbeldam Maikel van der Vleuten Harrie Smolders Jur Vrieling                        | 0 EL         | 0        | 5 1 12 WD    | 18       | 18               |              |            |                   |            |
| 9         | Qatar Hamad Ali Mohamed A Al Attiyah Ali bin Chalid Al Thani Ali Yousef Al Rumaihi Bassem Hassan Mohammed | 5 4 1 4      | 9        |              |          |                  |              |            |                   |            |
| 10        | Argentina Ramiro Quintana Bruno Passaro Matías Albarracín José Maria Larocca                              | 1 24 1 8     | 10       |              |          |                  |              |            |                   |            |
| 11        | Spanien Pilar Lucrecia Cordón Manuel Fernandez Saro Eduardo Álvarez Aznar Sergio Álvarez Moya             | 8 4 EL 0     | 12       |              |          |                  |              |            |                   |            |
| 12        | Storbritannien Nick Skelton Ben Maher Michael Whitaker John Whitaker                                      | 4 5 23       | 13       |              |          |                  |              |            |                   |            |
| 13        | Ukraina Cassio Rivetti Ulrich Kirchhoff Ferenc Szentirmai René Tebbel                                     | DSQ 4 9 1    | 14       |              |          |                  |              |            |                   |            |
| 13        | Japan Toshiki Masui Daisuke Fukushima Reiko Takeda Taizo Sugitani                                         | 12 1 12      | 14       |              |          |                  |              |            |                   |            |
| 13        | Australien Matt Williams Scott Keach Edwina Tops-Alexander James Paterson-Robinson                        | 0 EL 5 9     | 14       |              |          |                  |              |            |                   |            |